# Philemon Foundation
Philemon Foundation es una organización no lucrativa establecida en 2003 que se ha propuesto la tarea de preparar las Obras completas de C. G. Jung (The Complete Works of C.G. Jung) para su publicación, ampliando de este modo las Collected Works ya existentes.

## Propósito
Carl Gustav Jung es una de las más importantes, conocidas y controvertidas figuras en la historia de la psicología y la cultura moderna. Sin embargo, la comprensión de su pensamiento se basa en un corpus textual que es incompleto y defectuoso. La misión de Philemon Foundation es hacer que el cuerpo completo del trabajo de Jung esté disponible en ediciones que reúnan los más altos estándares de erudición y hacer justicia a la verdadera medida de este gran pensador creativo. 
Philemon Foundation está preparando para la publicación las Complete Works de C.G. Jung. En distinción a las más ampliamente conocidas Collected Works, está previsto que las Complete Works comprendan manuscritos, seminarios y correspondencia hasta ahora inédita contabilizada en decenas de miles de páginas (la cual suma un total de 35.000 cartas inéditas). La importancia histórica, clínica y cultural de este material iguala, y en algunos casos, supera la importancia de lo que ya ha sido publicado. Philemon Foundation tiene la intención de hacer disponible el cuerpo completo de la obra de C.G. Jung como volúmenes de las Philemon Series. Como tal, Philemon Foundation es la sucesora de Bollingen Foundation que inicialmente hizo posible la publicación de las Collected Works de Jung, la piedra angular de sus Bollingen Series.
Considerando el volumen de material aún inédito en diversos archivos públicos y privados, Philemon Foundation estima de manera conservadora que preparará para la publicación 30 volúmenes adicionales más allá de los 21 volúmenes de las Collected Works, y que el plazo de tiempo requerido para completar esta tarea será al menos 30 años. Una vez que sea completado, la fundación tiene la intención de patrocinar una nueva traducción inglesa de las Collected Works existentes.
Philemon Foundation está en una posición única para tener el apoyo y la colaboración contractual de la Stiftung der Werke von C. G. Jung (Fundación para la obra de C. G. Jung), sucesora beneficiaria de la Association of the Heirs of C. G. Jung (Asociación de los herederos de C. G. Jung). Stiftung ha autorizado a la fundación a recaudar fondos para editar y preparar para la publicación las obras inéditas de C. G. Jung y le ha confiado la tarea de trasladar dicho trabajo al público lector más amplio.